# Wilhelm von Bode

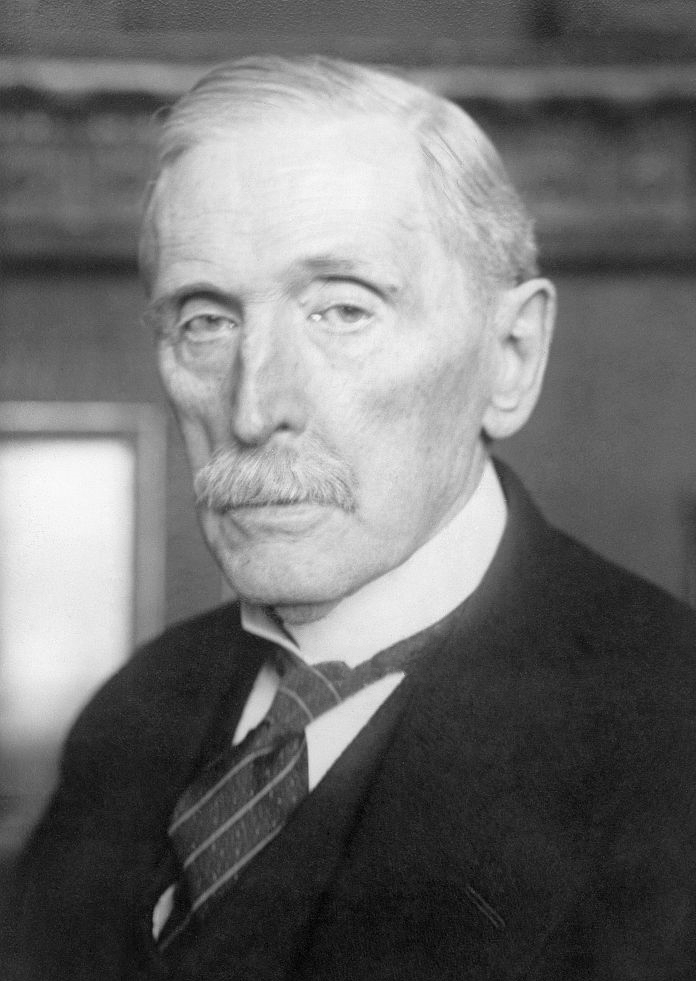
Wilhelm von Bode

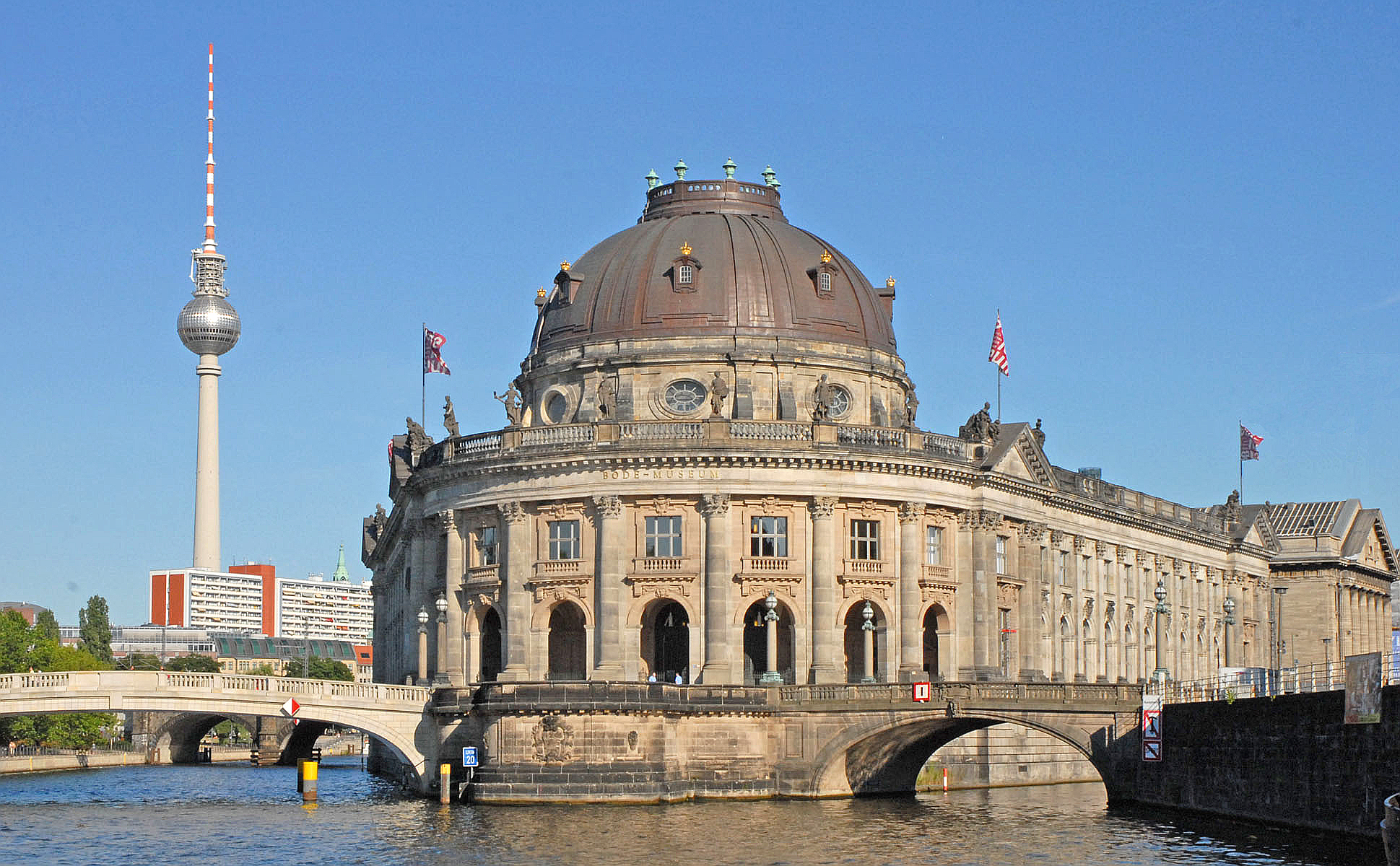
Bodemuseum i Berlin.

Wilhelm von Bode, född 10 december 1845 i Calvörde i hertigdömet Braunschweig som Arnold Wilhelm Bode, adlad 1914, död 1 mars 1929 i Berlin, var en tysk konstforskare och museigrundare.
Bode uppfostrades i Harzburg och sedan tog han studenten i Braunschweig. Han ägnade sig först åt rättsvetenskapliga studier i Göttingen och Berlin och skulle just börja på den juridiska ämbetsmannabanan när han under en vistelse i Italien 1871 plötsligt bytte till konsthistoriska studier, som han kompletterade genom grundliga museibesök på flera platser i norra Europa, bland annat i Sankt Petersburg och Stockholm. Han anställdes 1872 som assistent vid skulpturavdelningen för Berlins kungliga museer, blev 1883 direktör för samlingen av bildhuggararbeten och befordrades 1890 till chef för tavelsamlingen (Gemäldegalerie). Det senare innebar att han också blev ledamot av konstakademins senat.
Bode utförde systematiska kompletteringar av Berlins museer och reste därför till flera platser för att hitta intressanta konstföremål. Han var duktig på att locka inflytelserika och förmögna personer att intressera sig för verksamheten, bland annat dåvarande kronprinsen, sedermera kejsaren Fredrik III. Bodes arbete ledde till slut till att man på hans initiativ uppförde konstmuseet Kaiser-Friedrich-Museum (idag Bodemuseum) som invigdes 1904. En del av samlingen från Altes Museum utökades med nyare och modernare föremål.
Framför allt var dock Bode konstforskare. Under sina resor hade han samlat på sig en stor mängd material och hans kritiska inställning och arbetsförmåga resulterade i viktiga forskningsresultat kring främst dels den italienska bildhuggarkonstens historia under renässansen, dels det nederländska måleriet under 1600-talet. Han gav ut verk om Rembrandt, Frans Hals och deras skolor, liksom om det holländska landskapsmåleriets uppkomst och utveckling. I dessa verk lade han fram nya teorier och några av dessa kunde senare bekräftas genom holländarnas egna arkivforskningar.
Bode publicerade i olika böcker och tidningar, bland annat Jahrbuch der preussischen Kunstsammlungen i Pan eller i Die graphischen Künste.

## Utmärkelser och ledamotskap
- Ledamot av Vetenskaps- och vitterhetssamhället i Göteborg (1900)
- Hedersledamot av Konstakademin i Stockholm (1904)